# 东方市广播电视台
东方市广播电视台（英語：Dongfang Broadcast & TV station），或简称东方电视台，是中華人民共和國海南省东方市的市級廣播電視媒體。其總部設於东方市东方大道30号。

## 歷史
1988年1月20日，东方黎族自治县成立电视台，并于1989年开始自办电视节目，此即东方市广播电视台之前身:1156。

## 節目
作为中共東方市委、東方市人民政府的市級廣播電視媒體，东方广播电视台有資格組織編排製作廣播電視節目，并负责转播中央和省级广播、电视节目，以服務中國共產黨、中华人民共和国各級政府的政治宣傳。该台的广播频率以及电视频道在每天晚上也会分别轉播中央人民广播电台的《全國新聞聯播》以及中国中央电视台的《新闻联播》等新聞節目。亦报道东方市的经济、文化、文明建设等工作情况。